# Hecatera nigrofasciata
Hecatera nigrofasciata là một loài bướm đêm trong họ Noctuidae.